# ونتیلاتور (فیلم ۲۰۱۶)
ونتیلاتور یا دستگاه تنفس مصنوعی (به انگلیسی: Ventilator) فیلمی هندی محصول سال ۲۰۱۶ و به کارگردانی راجش ماپوسکار است. در این فیلم بازیگرانی همچون آشوتوش گواریکر، جیتندرا جوشی، سوبها آریا، سوکانیا کولکارانی، بومان ایرانی و پریانکا چوپرا ایفای نقش کرده‌اند.